# 테티스해

테티스 해가 형성된 초기의 지구
테티스해는 판게아 대륙이 남북으로 분리되며 형성되었다.

테티스해(그리스어: Τηθύς - 海)는 인도양이 형성되기 이전 중생대에 곤드와나 대륙과 로라시아 대륙 사이에 있었던 바다이다.

## 개요
2억5천만년 전, 판게아가 곤드와나와 로라시아로 분리되면서 팔레오-테티스해 남단에 테티스해가 형성되었다. 이후 6천만년에 걸쳐 키메르판이 팔레오-테티스해를 북동으로 밀어내었고 테티스 해는 곤드와나와 키메르판 사이에 위치하게 되었다.
이후 테티스해는 중생대 동안 존재하였으나 인도 아대륙이 점차 북상하여 결국 아시아와 연결되어 인도양이 형성되게 되었다.